# کشتی برای هند
کشتی برای هند (سوئدی: Skepp till Indialand) فیلمی در ژانر درام به کارگردانی اینگمار برگمان است که در سال ۱۹۴۷ منتشر شد. این فیلم در سایت imdb توانسته نمره‌ی ۶/۴ را کسب کند.